# Jean-Pierre Piet-Tardiveau
Jean-Pierre Piet-Tardiveau (11 septembre 1763, Vouvray - 31 octobre 1848, Paris), est un avocat, magistrat, contre-révolutionnaire et homme politique français.

## Biographie
Avocat à Paris, il se chargea, sur l'invitation de Louis XVI, de la défense des prisonniers traduits devant la haute cour d'Orléans, qu'il tenta vainement de sauver. Il se tint caché sous la Terreur, parvint en 1795 à se faire nommer maire de Saint-Ouen près du Mans, et conspira pour le rétablissement de la royauté avec le comte de Rochecotte. Élu, le 23 germinal an V, député de la Seine au Conseil des Cinq-Cents, par 174 voix (205 votants), il se montra favorable à la contre-révolution, et sortit de l'assemblée en l'an VII. Il se remit alors à conspirer, et fut arrêté et enfermé au Temple. 
Sous la Restauration, après avoir exercé encore sa profession d'avocat, il rentra dans la vie parlementaire (22 août 1815), comme l'élu du grand collège de la Sarthe à la Chambre des députés, par 93 voix (166 votants, 228 inscrits). Piet siégea dans les rangs de la majorité de la Chambre introuvable et prit plusieurs fois la parole : pour appuyer (9 novembre 1815) la loi contre les cris et écrits séditieux (la peine de mort lui paraissant applicable dans le double cas où le drapeau de la rébellion aurait été arboré, et dans celui de menace, de provocation contre la personne au roi), pour proposer « l'amélioration du sort du clergé », et pour la proposition Lachèze-Murel tendant à rendre aux prêtres l'état civil. 
Il fut nommé le 8 mai 1816, membre de la commission de la caisse d'amortissement. Réélu député, le 8 octobre 1816, par 89 voix (111 votants, 219 inscrits), il appartint au côté droit comme précédemment, favorisa le parti de la Congrégation, auquel il ouvrit son salon, où les amis du ministère prirent l'habitude de se concerter, et parla sur les établissements ecclésiastiques, sur la loi des élections, sur le projet relatif aux prisonniers pour dettes, et sur le budget. Il proposa de réduire le budget de la Chambre des députés à 200 000 F, « dans l'espérance que la Chambre des pairs imiterait cet exemple », compara la France à Saturne « qui dévore les ressources des générations futures, » et exposa un système d'après lequel toutes les dépenses de l'État auraient été acquittées avec 486 millions, en retranchant d'abord les 40 millions de la caisse d'amortissement, 3 millions du cadastre, 6 millions de la police générale, 2 millions 800 000 francs pour les deux Chambres ; il mêla à son exposé une digression sur Law, sur Louis XVI, le duc de Brissac, les Suisses, le domaine extraordinaire et l'aliénation des bois. 
Sorti de la Chambre en 1819, il y rentra le 13 novembre 1820, toujours comme député du grand collège de la Sarthe, élu par 210 voix (294 votants, 367 inscrits), opina avec la droite, fut réélu, le 20 novembre 1822, par 209 voix (264 votants, 343 inscrits), puis, le 6 mars 1824, par 234 voix (251 votants, 335 inscrits), soutint le ministère Villèle, et siégea jusqu'en 1827.
Il est nommé conseiller à la Cour de cassation en 1822.

## Sources
- « Jean-Pierre Piet-Tardiveau », dans Adolphe Robert et Gaston Cougny, Dictionnaire des parlementaires français, Edgar Bourloton, 1889-1891 [détail de l’édition]